# درک عمق

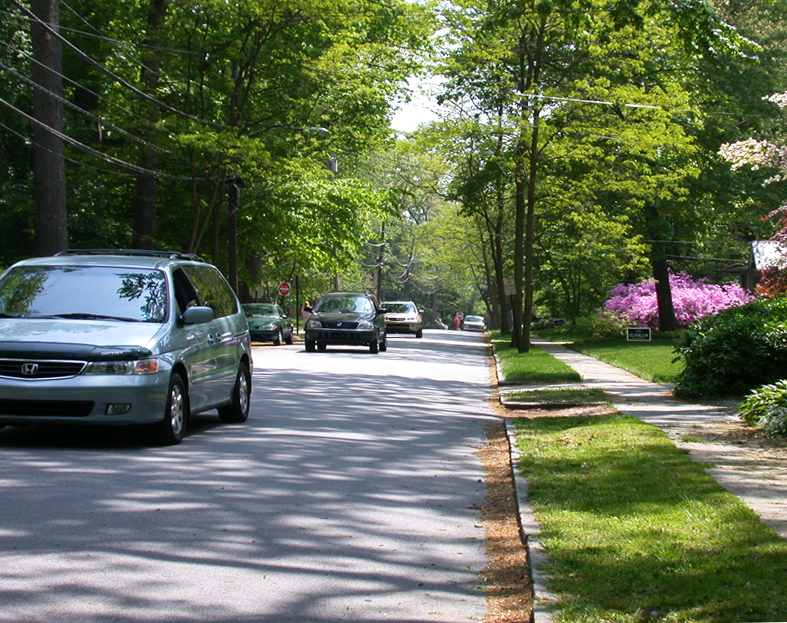
پرسپکتیو، اندازه نسبی، اختفا و شیب بافت همگی به ظاهر سه بعدی این عکس کمک می‌کنند.

درک عمق (انگلیسی: Depth perception) توانایی درک فاصله از اجسام در جهان با استفاده از فیزیولوژی دستگاه بینایی و ادراک بینایی است. عامل اصلی درک جهان در سه بعد است. درک عمق اساساً به دلیل تصویرسازی سه‌بعدی و تطابق (چشم) اتفاق می‌افتد.